# Rohr bei Hartberg
Rohr bei Hartberg là một đô thị thuộc huyện Hartberg thuộc bang Steiermark, nước Áo. Đô thị Rohr bei Hartberg có diện tích 16,79 km², dân số thời điểm cuốii năm 2005 là 1059 người.